# Cristòfol de Domènech
Cristòfor de Domènech i Vilanova (Barcelona, 24 de juliol del 1879 - Barcelona, 9 d'agost del 1927) va ser un assagista i dibuixant català que, entre altres coses, va formar part del grup d'El Rovell de l'Ou.

## Biografia
Era fill de Pere Domènech i Grau (1835-1898), un indià enriquit nascut a l'illa de Santa Cristina (Huelva) d'origen català i de Maria Vilanova Domènech. En tornar al país feu construir a la finca de la Plana Novella, a Olivella, una gran casa modernista que rebé el nom de Palau Novella, obra de l'arquitecte Manuel Comas i Thos. La família de Cristòfor Domènech estava molt ben situada a la Barcelona de final del segle xix, on el seu pare havia fundat el Reial Club Nàutic i era força conegut. La fil·loxera i les males inversions, però, provocaren la ruïna familiar. Això, i la mort sobtada del pare, obligaren el jove Cristòfor, que fins aleshores havia tingut una vida còmoda, a enfrontar-se a la penúria econòmica i a emprendre treballs diversos a fi de mantenir la seva mare i els seus germans. La finca va passar a mans del Patrimoni de l'Estat i es va subhastar el 1896.
Cristòfor de Domènech (el "de" va ser una aportació literària) va col·laborar a la premsa catalana, principalment a La Revista, amb articles i contes d'esperit inquiet i revolucionari, la qual cosa n'impedí sovint la publicació. A més, va dirigir Justícia Social, on va publicar la secció "Carnet d'un heterodox", signant Brand, i des d'on va difondre el pensament socialista. Va publicar Mort i passions de donya Eleonora i altres (Biblioteca Nova Catalunya, 1904), El Xagai (1924), El bon doctor (1924), L'ànima trista (1925), Carnet d'un heterodox (1926) i L'oci d'un filòsof (J. Horta-Barcelona, 1928), il·lustrat per Xavier Nogués.

## Fons
Domènech va deixar moltes obres inèdites (El suïcidi de Déu, La comèdia del Diable, Reialme fantasma, etc.), que es conserven a l'Institut Municipal d'Història de Barcelona. Una part del seu fons, que inclou un recull de premsa i correspondència, es conserva a la Biblioteca de Catalunya, on ingressà a través del llegat del seu amic Leandre de Cervera.